# Crosseyed Heart
Crosseyed Heart es el tercer álbum de estudio del músico británico Keith Richards, publicado el 18 de septiembre de 2015 por la compañía discográfica Republic Records. Es el primer disco de estudio de Richards en 23 años, después de Main Offender. Al igual que con sus dos anteriores trabajos, Richards toca con su grupo T X-Pensive Winos. El primer sencillo, «Trouble», fue estrenado el 17 de julio de 2015, como adelanto del disco.
El álbum se publicó tras el lanzamiento el 17 de julio de 2015 de Trouble, el primer sencillo adelanto del nuevo trabajo de Richards en solitario. La canción fue escrita y producida por el propio Richards, junto al músico estadounidense Steve Jordan y lanzado por el sello Mindless, propiedad del guitarrista de The Rolling Stones. 

## Lista de canciones
Todas las canciones escritas y compuestas por Keith Richards y Steve Jordan excepto donde se anota. 
| N.º | Título                                                      | Duración |  |
| 1.  | «Crosseyed Heart» (Keith Richards)                          | 1:52     |  |
| 2.  | «Heartstopper»                                              | 3:04     |  |
| 3.  | «Amnesia»                                                   | 3:35     |  |
| 4.  | «Robbed Blind» (Richards)                                   | 4:00     |  |
| 5.  | «Trouble»                                                   | 4:17     |  |
| 6.  | «Love Overdue» (Gregory Isaacs)                             | 3:28     |  |
| 7.  | «Nothing On Me»                                             | 3:47     |  |
| 8.  | «Suspicious» (Richards)                                     | 3:42     |  |
| 9.  | «Blues In the Morning»                                      | 4:25     |  |
| 10. | «Something For Nothing»                                     | 3:28     |  |
| 11. | «Illusion» (Keith Richards, Steve Jordan, Norah Jones)      | 3:48     |  |
| 12. | «Just a Gift»                                               | 4:01     |  |
| 13. | «Goodnight Irene» (Huddie Ledbetter, Alan Lomax)            | 5:46     |  |
| 14. | «Substantial Damage»                                        | 4:21     |  |
| 15. | «Lover’s Plea» (Keith Richards, Steve Jordan, David Porter) | 4:23     |  |
| 16. | «Love Overdue» (Tema extra en compras por Best Buy)         |          |  |

## Personal
- Keith Richards - voz, guitarra, bajo y piano.
- Waddy Wachtel - guitarra, coros.
- Ivan Neville - teclados.
- Steve Jordan - batería.
- Bernard Fowler - coros.
- Sarah Dash - coros.
- Norah Jones - dúo en "Illusion".

## Posición en listas
| País              | Lista               | Posición |
| ----------------- | ------------------- | -------- |
| Alemania          | Media Control Chart | 3        |
| Bélgica (Valonia) | Ultratop 200 Albums | 8        |
| Bélgica (Flandes) | Ultratop 200 Albums | 10       |
| Países Bajos      | Mega Albums Chart   | 4        |
| Reino Unido       | UK Albums Chart     | 7        |